# Jack Ashley
Jack Ashley, baron Ashley de Stoke (6 décembre 1922 - 20 avril 2012) est un homme politique britannique. Il est député travailliste à la Chambre des communes pour Stoke-on-Trent South pendant 26 ans, de 1966 à 1992, et siège ensuite à la Chambre des lords. Il est un militant de longue date pour les personnes handicapées.

## Jeunesse et éducation
Ashley est né à Widnes et fait ses études à la Warrington Road School. Il quitte l'école à 14 ans pour travailler dans l'industrie chimique. Il devient grutier et délégué syndical au sein du Chemical Workers' Union, syndicat dont il est le plus jeune membre exécutif à 22 ans. Il sert dans l'armée pendant la Seconde Guerre mondiale, puis obtient une bourse pour étudier au Ruskin College, où il obtient un diplôme en économie et en sciences politiques en 1948.
Il poursuit ses études au Gonville and Caius College de Cambridge, où il est président de la Cambridge Union Society en 1951. Il travaille comme chercheur pour le Syndicat national des travailleurs généraux et municipaux, puis travaille comme producteur de radio pour le Service nord - américain et BBC Home Service. En 1956, il rejoint le service de télévision de la BBC et travaille comme producteur sur Panorama et Monitor.

## Député
Il est conseiller au conseil d'arrondissement de Widnes à partir de 1946. Aux élections générales de 1951, Ashley se présente à Finchley sans succès. Il est élu député de Stoke-on-Trent-Sud aux élections générales de 1966. En décembre 1967, à l'âge de 45 ans, à la suite des complications d'une opération de routine de l'oreille pour corriger une légère perte auditive causée par une Perforation du tympan au début de sa carrière professionnelle, il devient profondément sourd. Il décrit l'événement comme "un peu comme être frappé par la foudre". Il songe à démissionner de son siège, mais est persuadé de suivre un cours accéléré de Lecture labiale. Plusieurs semaines plus tard, il revient à la Chambre, le premier député totalement sourd du Royaume-Uni et aurait été le seul député totalement sourd au monde. Plus tard, il utilise un système de transcription palantype développé par Alan Newell, Andrew Downton et d'autres à l'Université de Southampton - cela permet à un secrétaire palantype assis dans la galerie publique de taper ce qui était dit en temps réel et Ashley peut lire le texte anglais transcrit à partir d'un moniteur discrètement placé à son siège.
La première utilisation connue du terme "violence domestique" dans un contexte moderne, signifiant violence à la maison, est faite par Ashley dans un discours au Parlement en 1973 dans lequel il note le travail pionnier de la militante Erin Pizzey, fondatrice de la première campagne de lutte contre la violence domestique. Le terme précédemment faisait référence principalement à des troubles civils, la violence à l'intérieur d'un pays par opposition à la violence perpétrée par une puissance étrangère.

## Militant du handicap
Il devient un militant pour les personnes handicapées, en particulier les sourds et les aveugles, et gagne une large sympathie, un soutien et un respect au Parlement pour cet engagement. En 1972, il parraine la motion pivot à la Chambre des communes faisant une distinction entre l'obligation légale et morale. Le succès de cette opération permet au Sunday Times de poursuivre sa campagne morale pour une meilleure indemnisation des enfants handicapés par la Thalidomide même si l'affaire juridique des parents est encore techniquement devant les tribunaux. Son collègue travailliste Alf Morris est également un soutien. Le rédacteur en chef du Sunday Times, Harold Evans, écrit plus tard dans Good Times, Bad Times comment Ashley a abandonné de manière désintéressée l'écriture de son autobiographie pour se concentrer sur la campagne contre la Thalidomide. Il fait également campagne pour une indemnisation pour les dommages causés par les vaccins et pour les dommages causés par l'Opren, médicament contre l'Arthrite. Il est fait compagnon d'honneur lors des distinctions honorifiques du Nouvel An de 1975  et rejoint le Conseil privé en 1979.
Il reçoit également un doctorat en lettres humaines de l'Université Gallaudet, la seule université au monde pour les sourds, en 1975 pour ses efforts en faveur des personnes sourdes et malentendantes.
La capacité d'Ashley à suivre les débats de la Chambre des communes contribue au développement du sous-titrage en direct à la télévision au profit des sourds et des malentendants.
Ashley reçoit un doctorat honorifique de l'Université Heriot-Watt en 1979.
En 1986, Ashley et sa femme fondent l'association Defeating Deafness, désormais connue sous le nom de Deafness Research UK. Il prend sa retraite de la Chambre des communes aux élections générales de 1992 et est créé pair à vie en tant que baron Ashley de Stoke, de Widnes dans le comté de Cheshire le 10 juillet 1992. Il reçoit un implant cochléaire en 1993 qui restaure une grande partie de son audition.

## Vie privée
Ashley épouse Pauline Kay Crispin (1932-2003) en 1951; elle est décédée à l'âge de 70 ans dans le Surrey. Ils ont trois filles, dont la journaliste Jackie Ashley, qui épouse le présentateur de télévision Andrew Marr.
Ashley est décédée en 2012 à l'âge de 89 ans, après avoir contracté une pneumonie.